# Ларіатні етери

Ларіатний етер

Ларіа́тні ете́ри (рос. лариатные эфиры, англ. lariat ethers) — краун-етери з бічним ланцюгом, що мають один або більше додаткових координаційних центрів.